# Vagritsj Bachtsjanjan

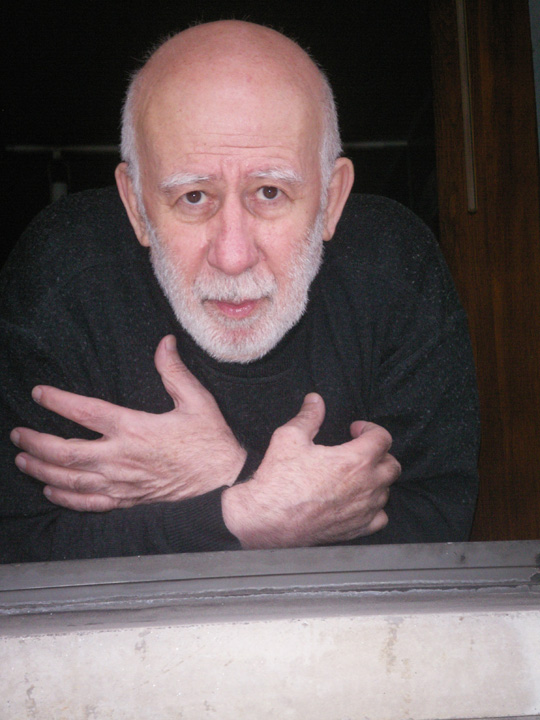
Vagritsj Bachtsjanjan.

Vagritsj Akopovitsj Bachtsjanjan (Oekraïens: Вагрич Акопович Бахчанян) (Charkov, 23 mei 1938 - New York, 12 november 2009) was een kunstschilder, kunstenaar en schrijver-conceptualist van Oekraïens-Armeense afkomst.
Hij was afkomstig uit Oekraïne en trok in het midden van de jaren 1960 naar Moskou, waar hij werkte bij de Literatoernaja Gazeta. In 1974 emigreerde Bachtsjanjan naar de Verenigde Staten en ging wonen in New York. Hij pleegde in november 2009 zelfmoord.

## Collecties
- Museum of Modern Art, New York
- Государственный центр современного исскуства (Nationaal Centrum voor Hedendaagse Kunst), Moskou
- Nationaal Kunstenmuseum van Oekraïne, Kiev
- J. Paul Getty Research Center and Museum
- Jane Voorhees Zimmerli Art Museum, Norton and Nancy Dodge collection, Rutgers University, New Brunswick, New Jersey
- Bar-Gera Collection, Keulen
- Collectie van Paul en Berty Quaedvlieg

## Boeken
- Бахчанян В. Мух уйма (Художества). Не хлебом единым (Меню-коллаж) / Предисл. А. Гениса. Екатеринбург: У-Фактория, 2006. 512 с. ISBN 5-9757-0027-2.